# Новочерноярка
Новочерноярка (каз. Новочерноярка) — село в Павлодарском районе Павлодарской области Казахстана. Административный центр Черноярского сельского округа, в который также входят сёла Черноярка и Сычёвка. Код КАТО — 556067100. Расположено в 25 км к северу от Павлодара.

## История

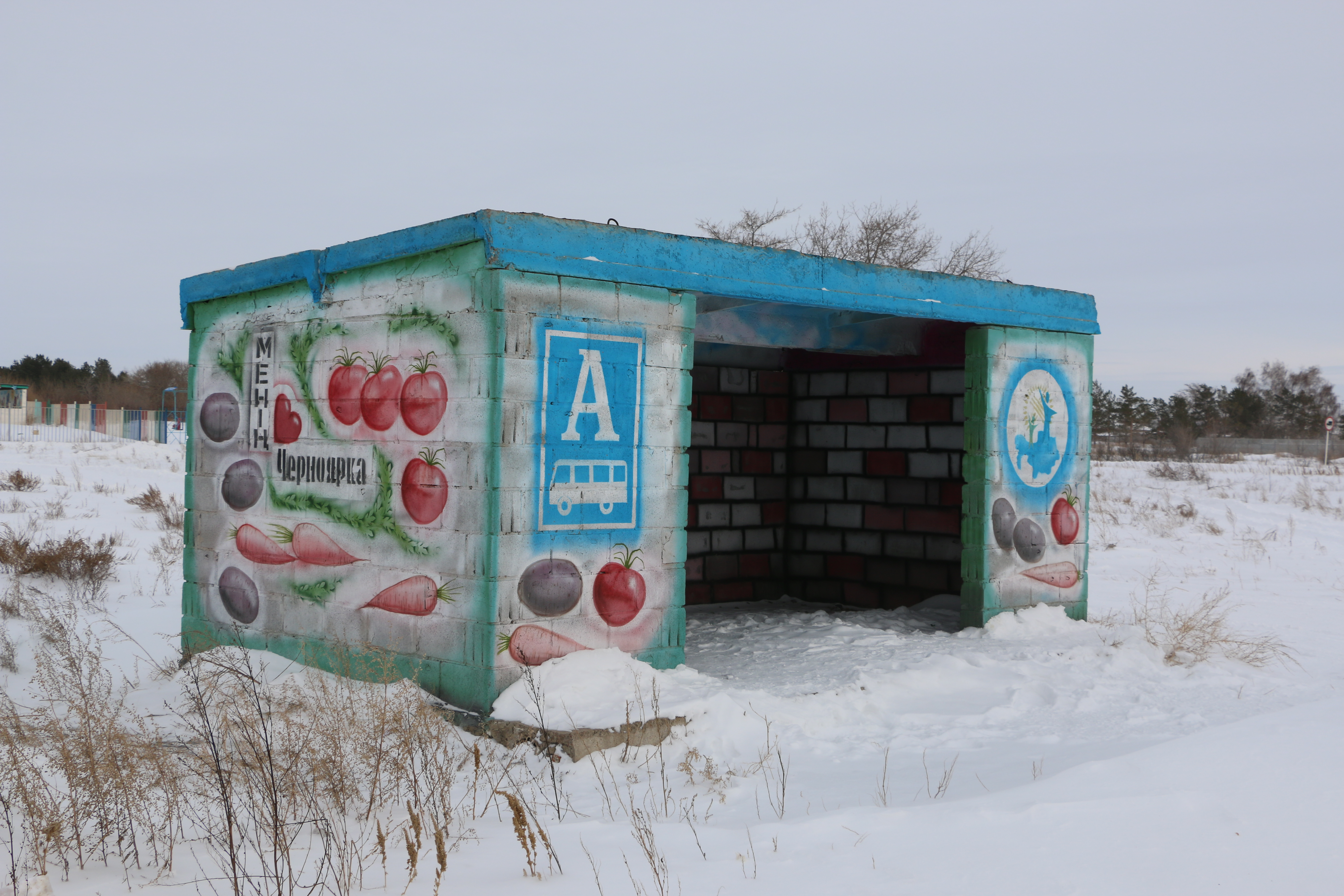
Автобусная остановка в Новочерноярке

Село — бывшая центральная усадьба сельскохозяйственного производственного объединения «Черноярское», созданного в 1962 году специально для обеспечения жителей Павлодара дешёвыми овощами и картофелем. Для этого была построена Черноярская оросительная система для полива. Так как в районе уже существовало село Черноярка, село в 4 км от него назвали Новочернояркой.

## Население
В 1985 году население села составляло 1734 человека, в 1999 году — 1297 человек (633 мужчины и 664 женщины). По данным переписи 2009 года, в селе проживало 1305 человек (645 мужчин и 660 женщин).